# Ciocolatiu
Culoarea ciocolatie sau șocolatie  este o culoare brun-închisă sau cafeniu-închisă, asemănătoare cu culoarea ciocolatei. Culoarea ciocolatie se întâlnește și în blana unor mamifere, de ex. la unele rase de câini sau la nurca americană (Neogale vison).

## Note

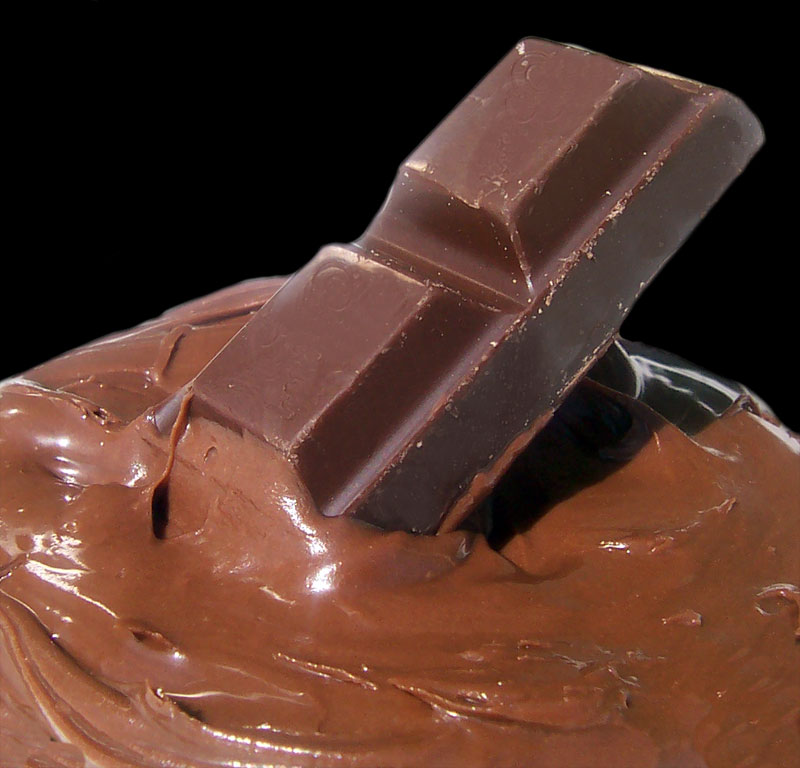
Ciocolată topită și o bucată de ciocolată
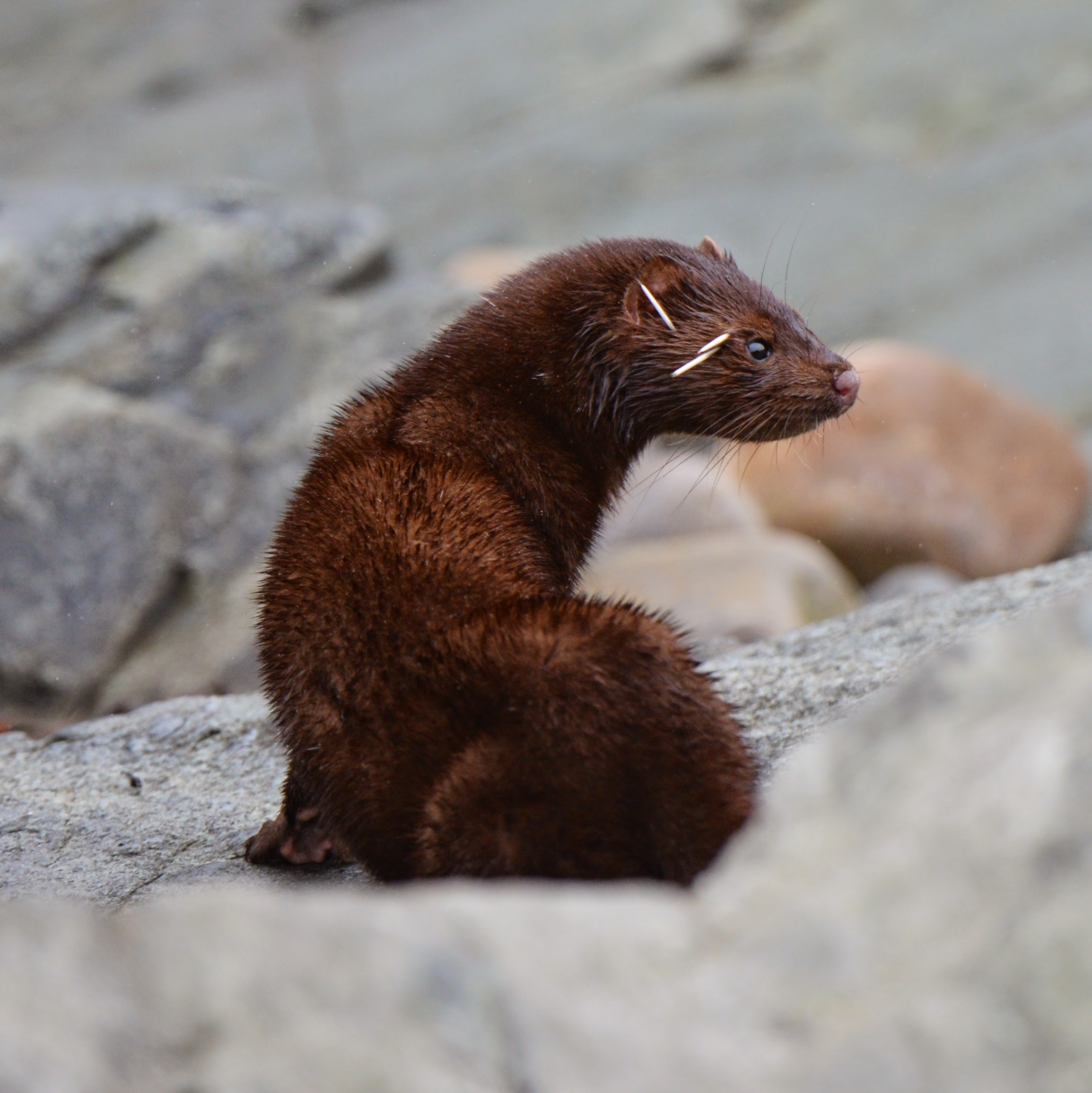
Culoarea ciocolatie a nurcii (Mustela vison)
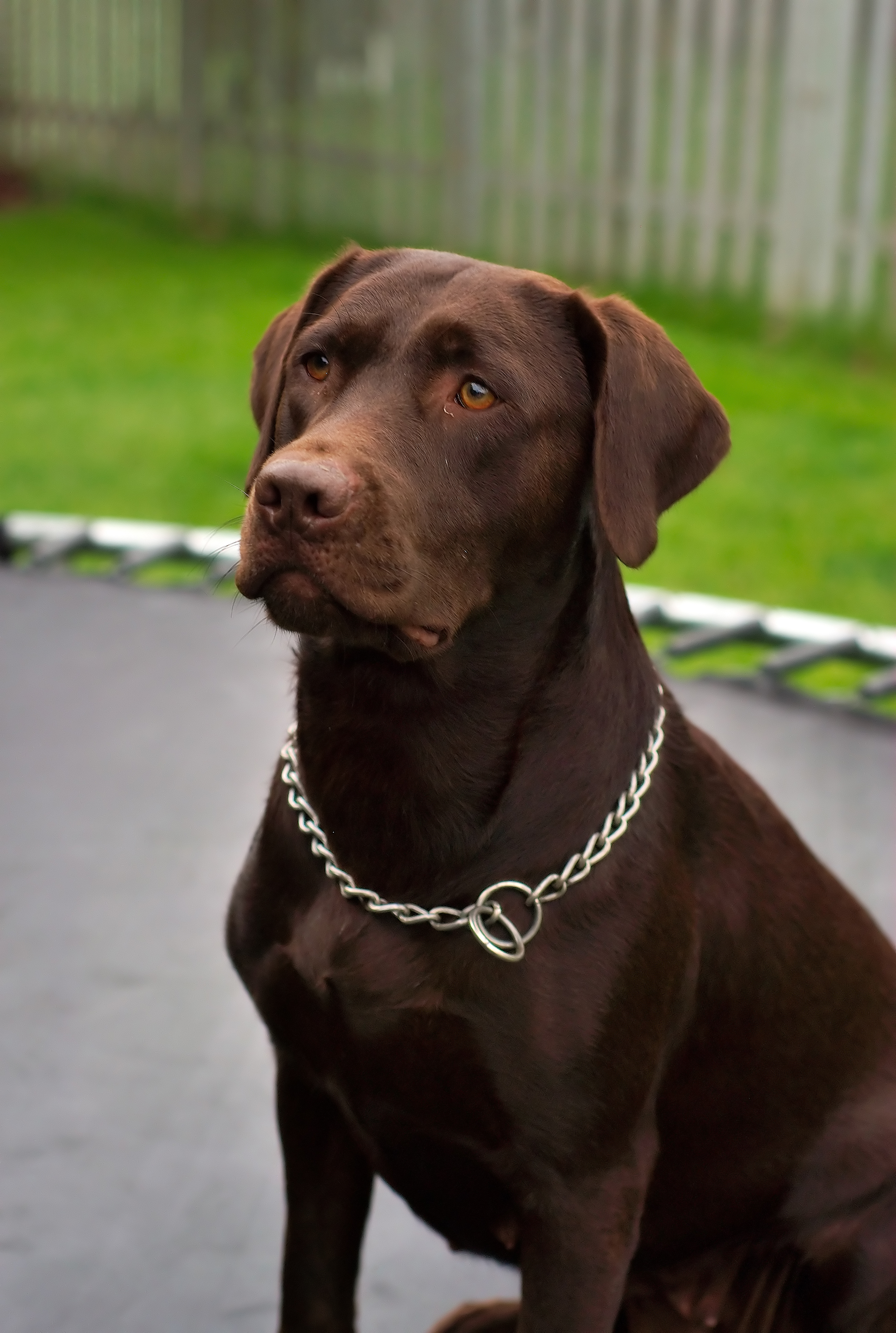
Un câine Labrador cu blana ciocolatie